# Pljučna pečenka
Pljucna pecenka je po vsej verjetnosti kalk, to je dobesedni prevod iz avstrijskega izraza Lungenbraten »pljucna pecenka, tj. goveje meso s hrbtnega dela ob ledvicah, strokovno goveji file«. Nemska beseda Lunge namreč pomeni »pljuca«, Braten pa »pecenka«. Ampak to ne resi problema: zakaj pljucna pecenka, ce je to meso iz ledvenega dela, tj. dela hrbta, kjer so ledvice? Namrec tudi pri Avstrijcih gre za »goveje meso s hrbtnega dela ob ledvicah«. Odgovor se skriva v srednjeveski nemscini, ki je poznala besedo lumbel »ledja (tj. ledveni del hrbta), kriz«. Ta beseda je v avstrijski nemscini kasneje izginila, zato je bila ljudem zlozenka *lumbel-braten tuja in so jo predelali v Lungen- braten. Lunge je namreč še živa beseda tudi v avstrijscini.Take ljudske predelave so normalen jezikovni pojav.
Slovenski izraz za PLJUČNA PEČENKA je razvozlal Institut za slovenski jezik Frana Ramovsa, ZRC SAZU.